# 佐々木舞
佐々木 舞（ささき まい、1995年6月24日 - ）は、日本のモデル・女優。ホット・オフィス所属。

## 来歴・人物
1995年6月24日、大阪府に生まれる。
母の津田麻由美は元女優で、ホット・オフィス代表を務める。父の豊田博臣は番組製作スタッフ出身の俳優で、ホット・オフィス所属タレントの撮影を手掛ける。弟は元子役の佐々木勇太。
4歳のとき、「テレビとかにいっぱい出たい」と両親に宣言する。2002年から2007年にかけてハリウッド映画『Left-Handed』を含む何本かの映画・テレビに出演。その後、ジュニアアイドルにも出演。
特技は歌・クラッシックバレエ・ダンス。趣味は料理・絵を描くこと・ピアノ。
誕生日の6月24日が美空ひばりの命日という関係もあり、ひばりの大ファンである  。

### その他
ホット・オフィスでは、本来撮りたかったというドラマDVDにも注力している。豊田は香月真理子の取材に対して、「本音を言えば水着のDVDは全廃したいが、それをやるとドラマを撮る予算もなくなる。他の事務所に移籍すれば子供たちはもっと過激なことをやらされる。子供たちを守るためには事務所を存続させることも大事」とコメントしている。

## フィルモグラフィ

### 映画
仔犬ダンの物語（2002年12月14日）
Left-Handed（2004年10月21日）- 主人公の同級生
クローズド・ノート（2007年9月29日。沢尻エリカ「別に」）

### テレビ
金曜エンタテイメント・十津川警部夫人の旅情殺人推理（2003 - 2005年。詳細不明）
新・女借金取りが行く（2004年）
地球は女で回ってる?（2002年）　- 美空ひばりの歌を歌う少女（以上出典：）

### DVD
イメージDVD
スク水コレクション 4（カルチャークラブ、2006年7月31日）　共演：泉明日香
スクール水着オーディションPART13 スクール水着編（アイマックス、2006年9月20日）共演：杏なつみ・黒田美也・大西杏奈・芦田実沙寿・酒井ひかり・清水まゆ
スクール水着オーディションPART13 きらめき水着編（アイマックス、2006年9月20日）共演：杏なつみ・黒田美也・大西杏奈・芦田実沙寿・酒井ひかり・清水まゆ
うれし恥ずかし2枚組 20 ソフィア番外編リトルソフィア（日本メディアサプライ、2006年9月22日）共演：酒井ひかり、大西杏奈、黒田美也
MY BOOM 佐々木舞 11歳（イーネット・フロンティア、2006年10月15日。EAN 4560210080217）
佐々木舞：まい10歳（ぶんか社、2006年11月。ISBN 978-4-8211-3228-7）
Cat Model Project Vol.8 佐々木舞 小学5年生（office 1000、2006年11月1日）共演：芦田実沙寿、加藤陽香梨、大西杏奈
Cat Model Project Vol.13 SUPER UNIT 3（office 1000、2007年1月1日）共演：久保田夢唯、入野美咲、奥居杏南、西樹里奈、高見あいら
まい11歳～綿毛～（ぶんか社、2007年2月）
美少女学園Vol．23 初等部 佐々木舞（アイマックス、2007年2月28日。JAN 4582196891045）
エチュード 佐々木舞（アイマックス、2007年4月25日。JAN 4582196891137）
moecco vol.27 胸キュン (2007年11月20日)
SO-FRESH（2008年7月）主演：佐々木勇太。インタビュアーとして出演
女優として
WANTED Vol．2 MISUZU meets MAI age13芦田実沙寿 age11佐々木舞（2007年7月15日）共演：芦田実沙寿　
WANTED Vol.3 A Half Blood Vampire（2007年9月1日） 共演：芦田実沙寿、大西杏奈、真間美也
WANTED Vol.4 M2 T+Bomb! 佐々木舞、芦田実沙寿（office1000、2007年9月1日）
WANTED Vol.6 Jr.アイドル Cat's ミュージカル NORA（office1000、2007年11月1日）共演：真間美也、大西杏奈、荒井リカ、森俊朗ほか
WANTED ハーフブラッドバンパイア Vol.2 【外伝・くノ一妖魔斬り】（office1000、2008年1月15日）共演：芦田実沙寿、大西杏奈、山口沙紀
WANTED Vol.10 佐々木舞＋真間美也 M2-2 悪戯っ娘。（office1000、2008年4月1日）
WANTED Vol.13 M-3 怪盗少女伝 NEZUMI（2008年7月1日）共演：芦田実沙寿・真間美也ほか

## 出版

### 写真集
加納典譲『My　Dear』（心交社、2007年2月）

### 雑誌
純萌(ぴゅあもえ)  vol.2（曙出版、2006年10月30日）
moecco vol.6　（マイウェイ出版、2007年1月25日）
moecco vol.11（マイウェイ出版、2007年12月25日）
Sho→boh（vol．5）（海王社、2007年2月。ISBN 9784877246549）
論座 2008年4月号 （朝日新聞社）
KING 2007年6月号（講談社）